# 薩爾蒙克里克 (加利福尼亞州)
薩爾蒙克里克（英語：Salmon Creek）是位於美國加利福尼亞州索諾馬縣的一個人口普查指定地區。

## 地理
薩爾蒙克里克的座標為38°21′22″N 123°03′44″W / 38.35611°N 123.06222°W，而該地最高點為海拔高度14米（即46英尺）。

## 人口
根據2010年美國人口普查的數據，薩爾蒙克里克的面積為2.886平方千米，當中陸地面積為2.886平方千米，而水域面積為0.000平方千米。當地共有人口86人，而人口密度為每平方千米29人。